# ノーマン (オクラホマ州)
ノーマン（Norman）は、アメリカ合衆国オクラホマ州の都市。クリーブランド郡の郡庁所在地である。人口は12万8026人（2020年）で、オクラホマシティ、タルサに次ぐ州第3の都市である。オクラホマシティの南32kmに位置し、同市の都市圏に入っている。
オクラホマ大学が本部キャンパスを構え、同学と海洋大気庁とが協同で設立した気象・気候関連の研究所が置かれ、気象・気候関連の企業が集まる学術都市でもある。

## 歴史
現在のオクラホマ州中央部にあたる地域は、1803年にルイジアナ買収によってアメリカ合衆国の領土に組み入れられた。南北戦争前、合衆国政府は数々の条約に基づき、「文明化五部族」と呼ばれたネイティブ・アメリカンのインディアン準州への強制移住を進めていた。今日のノーマンとその周辺の地域は、1832年・1833年に締結された条約によってクリーク族の居住地とされた。しかし南北戦争後、クリーク族は南部連合に荷担した嫌疑をかけられ、1866年に合衆国に土地を取り上げられた。
やがて、テキサスからの牛をカンザスの鉄道に運ぶ交通路として、クリスホルム・トレイルの支線となるアーバックル・トレイルが整備され、1870年代初頭には、アーバックル・トレイル沿いに広がる、まだ入植の進んでいない土地の調査が23歳のアブナー・ノーマンによって始められた。ノーマン率いる一行はこの地の、今日のクラッセン・ストリートとリンジー・ストリートの角にキャンプを設け、隊員がエルムの樹にジョーク的にノーマンの名を冠し、Norman's Camp（ノーマンのキャンプ）と彫った。1887年にこの地にアッチソン・トピカ・アンド・サンタフェ鉄道が開通した際には、同社が駅名としてこの名を使用した。1889年4月22日にオクラホマへの白人入植が解禁されると、ランドラッシュによってたちまち150人の入植地ができあがった。初期の入植者たちは、この入植地の名としてNormanという名を残した。ノーマンは1891年5月13日に正式な市になった。その前年、1890年には、ノーマンにオクラホマ大学が設立された。
1941年、オクラホマ大学とノーマン市当局は大学の空港としてマックス・ウェストハイマー空港を開港した。この空港はすぐに合衆国海軍に訓練施設として貸与された。第二次世界大戦が終結すると、退役した軍人が高等教育を受けるためにノーマンに住みついた。その結果、市の人口は1950年の国勢調査で27,006人に急増した。その後もノーマンはサンベルトの中心都市の1つとして高い成長を遂げたオクラホマシティの郊外都市として成長を続け、2003年の推計では、市史上初めて人口10万人を突破した。

## 地理
ノーマンは北緯35度13分18秒 西経97度25分6秒 / 北緯35.22167度 西経97.41833度に位置している。オクラホマシティのダウンタウンからは南へ約32km、ダラス・フォートワースからは北へ約300kmに位置する。
ノーマン市域とその周辺は全般的に平坦な地形であるが、市東部はやや低くなっている。市中心部の標高は357mである。
アメリカ合衆国国勢調査局によると、ノーマン市は総面積490.8km²（189.5mi²）である。そのうち458.5km²（177.0mi²）が陸地で32.3km²（12.5mi²）が水域である。総面積の6.60%が水域となっている。しかし、市域の大部分は開発が進んでおらず、市街地は市西部の約70km²にとどまる。また、ノーマンは郊外都市であるため、超高層ビルの建つ明確なダウンタウンは持っておらず、主に住宅など低層の建築物が市街地に建ち並んでいる。
ノーマンを含むオクラホマシティ都市圏の気候は、湿度が概ね高く極めて暑い夏と、乾燥してやや寒くなる冬に特徴付けられる、温帯の大陸性気候である。最も暑い7月の平均気温は28℃、最高気温の平均は35℃で、40℃近くまで上がることもある。しかし最低気温の平均は21℃まで下がる。最も寒い1月の平均気温は3℃、最高気温の平均こそ10℃に達するが、夜になると冷え込み、最低気温の平均は氷点下3.5℃である。夏季には南から南西よりの風が、また冬季には北よりの風が吹きやすい。降水量は春から初夏、5月から6月にかけて多く、月間100-130mmに達する。一方、12月から2月にかけては少なく、月間30-40mm程度である。年間降水量は900mm程度である。また、オクラホマシティ都市圏はトルネード・アレイと呼ばれる、アメリカ合衆国内でも特に竜巻の発生しやすい地域に位置している。

## 政治
ノーマンはシティー・マネージャー制を採っている。シティー・マネージャーは市政実務の最高責任者であり、市議会の採択した政策に従って、市政府の日常業務について指示を出し、責任を負う。市議会は8名の議員から成っている。議員は市を8つに分けた選挙区から各1名ずつが選出され、その任期は2年である。市長は全市からの投票で選出される。
連邦議会下院議員選挙においては、ノーマンはオクラホマ州南部をカバーするオクラホマ第4選挙区に属している。この選挙区を含め、オクラホマ州内の5つの選挙区ではすべて共和党が強い勢力を持っている。

## 経済

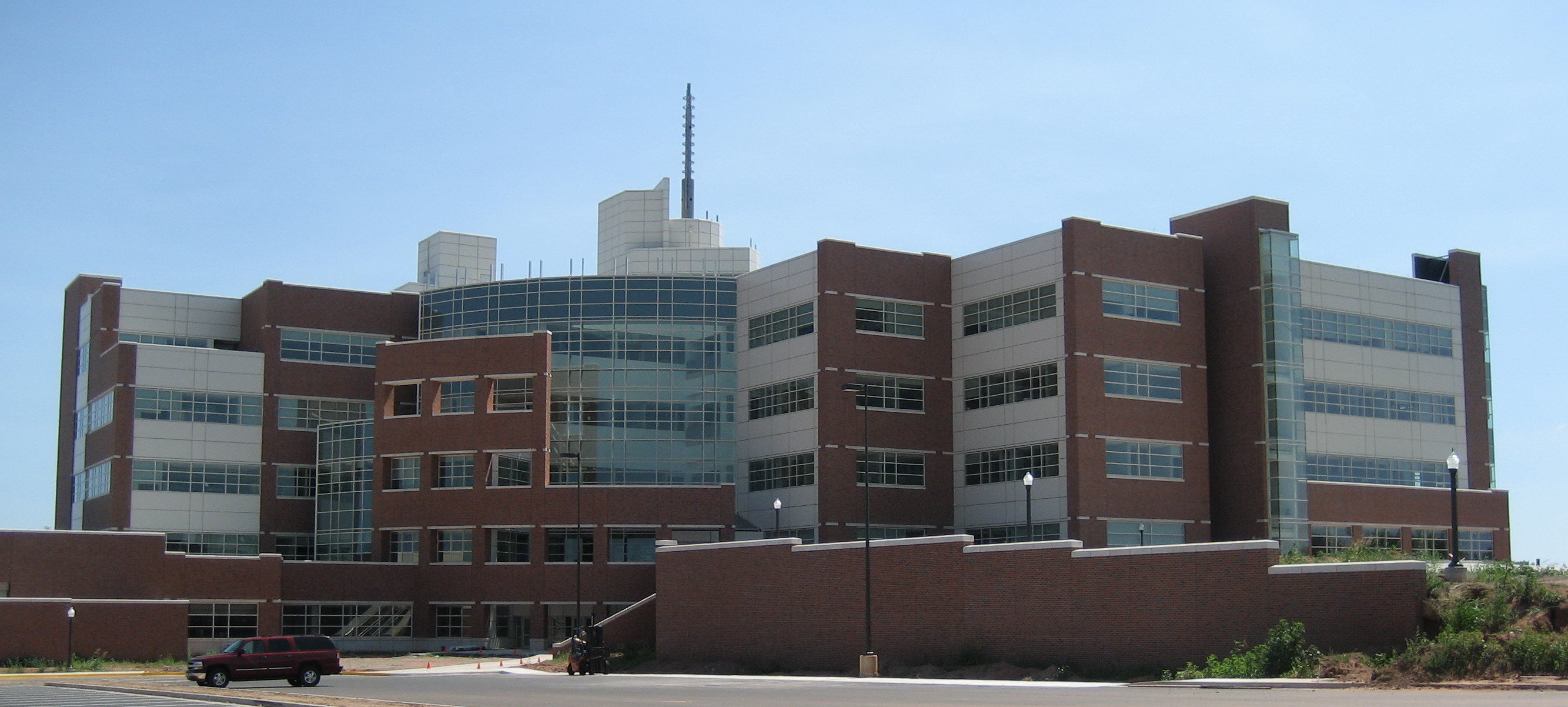
オクラホマ大学のナショナル・ウェザー・センター

ノーマンの地域経済はオクラホマ大学によって大きく支えられている。オクラホマ大学は10,700人以上を雇用しており、また全米最大規模の気象学部を有し、気候・気象関連産業を含むハイテク産業の基となる科学技術研究の中心となっている。
ノーマンは激甚災害研究の中心地となっている。また、ノーマンにはオクラホマ大学と海洋大気庁とが協同で設立したナショナル・ウェザー・センターが立地している。同センターには気象・気候関連の研究所が複数入っている。将来的には、ノーマンに国立気象博物館を置く計画も持ち上がっている。気象・気候研究の中心地としての地の利から、ノーマンでは気象・気候関連産業が発展し、ウェザーニュース・アメリカズ、ビュー・アンド・アソシエイツ、ウェザー・ディシジョン・テクノロジーズ、ウェザーバンク、コンピュテーショナル・ジオサイエンシーズといった企業がノーマンに拠点を置いている。また、ノーマンにはオクラホマ地質学研究所も置かれており、州の地質学研究の中心地ともなっている。
気候・気象関連産業以外のハイテク産業も発展してきている。ノーマンには単層カーボンナノチューブのサウスウェスト・ナノテクノロジーズをはじめ、自家用風力発電機のバーギー・ウィンドパワー、ジョンソン・コントロールズ、日立、アステラス製薬、AT&Tなどが拠点を置いている。

## 交通

### 空港
ノーマンを含むオクラホマシティ都市圏の玄関口となる商業空港はオクラホマシティの南西に立地するウィル・ロジャース・ワールド空港（IATA: OKC）である。この空港には4大航空会社の便が全て就航しており、ダラス・フォートワース、シカゴ・オヘア、ヒューストン・インターコンチネンタル、ミネアポリス・セントポールなど、各航空会社のハブ空港への便が発着する。ノーマン市内にもオクラホマ大学の所有するマックス・ウェストハイマー空港（IATA: OUN）もあるが、こちらはゼネラル・アビエーションと呼ばれる、こちらは専らチャーター機や自家用機の発着のための空港である。

### 鉄道

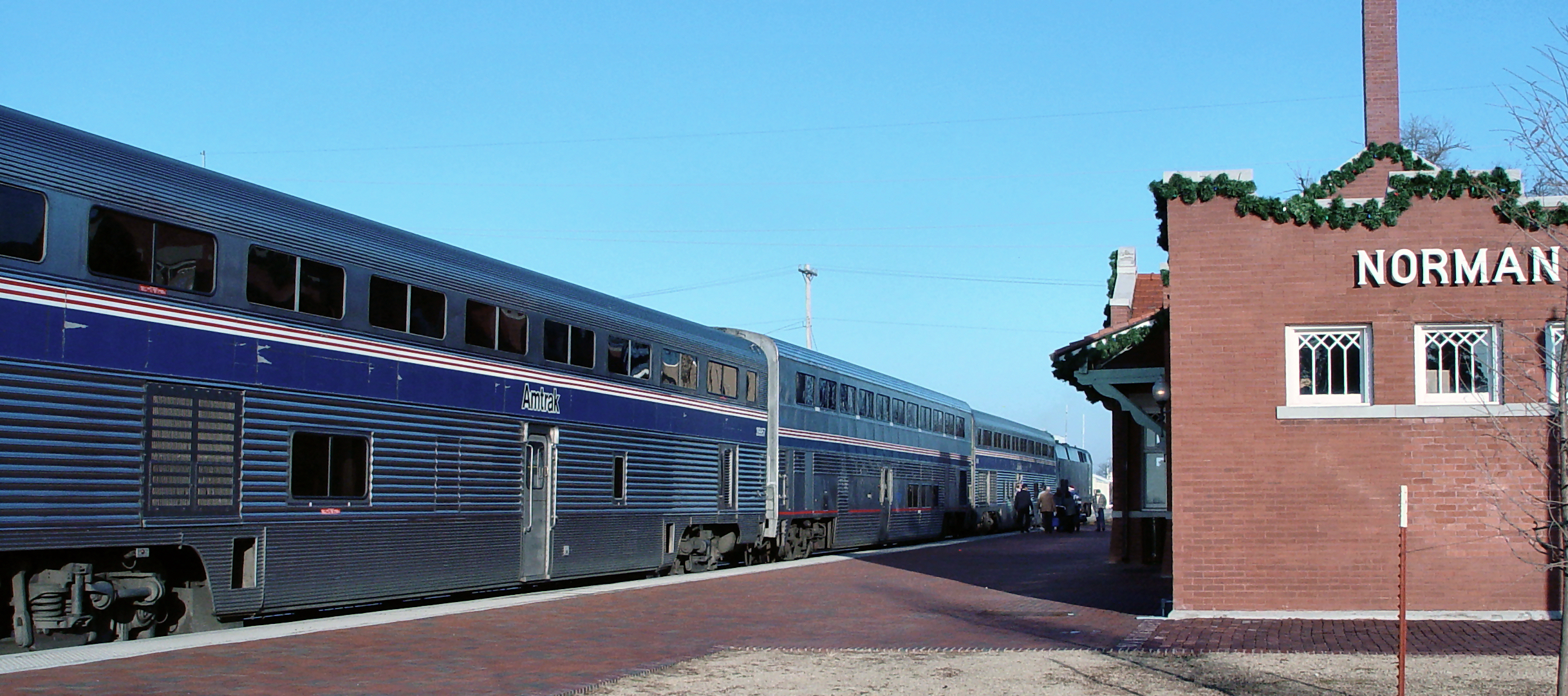
アムトラックのノーマン駅

アムトラックのノーマン駅はサウス・ジョーンズ・アヴェニュー200にある。ノーマン駅にはオクラホマシティとフォートワースとを結ぶ昼行中距離列車ハートランド・フライヤー号が北行き、南行きとも1日1便ずつ停車する。この列車はフォートワースで、シカゴとサンアントニオを結ぶ長距離夜行列車テキサス・イーグル号に連絡するダイヤを組んでいる。

### 自動車
市西部には州間高速道路I-35が南北に通っている。I-35はテキサス州からミネソタ州まで合衆国を南北に縦断する幹線で、サンアントニオ、ダラス・フォートワース、カンザスシティ、ミネアポリス・セントポールなどを通る。ノーマンにおいては、オクラホマシティのダウンタウンへと通ずる通勤道路としての役割を果たしている。
市内の公共交通機関は、クリーブランド地域高速交通（CART）の運営する8系統の路線バスによってカバーされている。また、オクラホマシティのメトロ・トランジットの路線バス1系統（#24）がオクラホマシティのダウンタウンとオクラホマ大学とを結んで走っている。

## 教育
オクラホマ大学はノーマンの中心部の南に本部キャンパスを構えている。同学は約30,000人の学生を抱えるオクラホマ州最大の総合大学で、その歴史は州昇格前の1890年にさかのぼる。同校はUSニューズ&ワールド・レポートの大学ランキングにおいて、全米の総合大学の中で上位100位前後の評価を受けている。同学は150以上の専攻を有しており、気象学、地質学、石油工学、ネイティブ・アメリカン研究、科学史、ダンスといった専攻プログラムも有している。
ノーマンにおけるK-12課程はノーマン公立学区の管轄下にある公立学校によって主に支えられている。同学区は小学校15校、中学校4校、高等学校2校を有している。また公立学校のほか、教会系その他の私立学校もいくつか立地しており、就学前教育から中学校もしくは高等学校までの一貫教育を行っている。

## 文化

### 文化施設

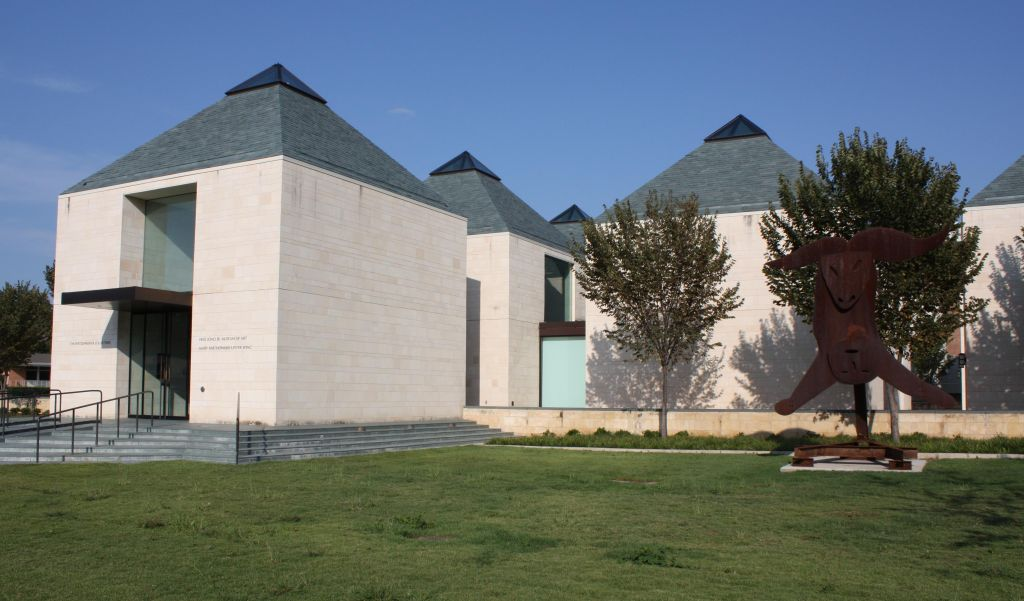
フレッド・ジョーンズ・ジュニア美術館

オクラホマ大学の有するいくつかの文化施設は一般に公開されており、ノーマンの名所ともなっている。フレッド・ジョーンズ・ジュニア美術館はアメリカ美術、ネイティブ・アメリカン美術、ヨーロッパ美術、アジア美術、近代美術、写真のコレクションを有しており、中でもエドガー・ドガ、ポール・ゴーギャン、クロード・モネ、カミーユ・ピサロ、フィンセント・ファン・ゴッホ、ピエール＝オーギュスト・ルノワールなどによる印象派の作品、およびサウスウェスタン芸術の作品のコレクションに特に力を入れている。
サム・ノーブル・オクラホマ自然史博物館は先史時代からのオクラホマの歴史に関する、考古学、古生物学、民族学、爬虫両棲類学、鳥類学、およびネイティブ・アメリカン研究の広範な分野にわたる、約50,000点の展示物を展示している。同館は特に恐竜の化石、および古生代の事物のコレクションに力を入れている。
芸術学部音楽学科が所有・管理するキャットレット音楽センターではオーケストラやジャズの演奏やオペラの公演、マーチングバンドの演技など様々なイベントが執り行われる。また、音楽学科、ダンス学科、演劇学科、およびミュージカル学科はそれぞれ、学生による公演をレイノルズ演技芸術センターなどで通年行っている。

### スポーツ

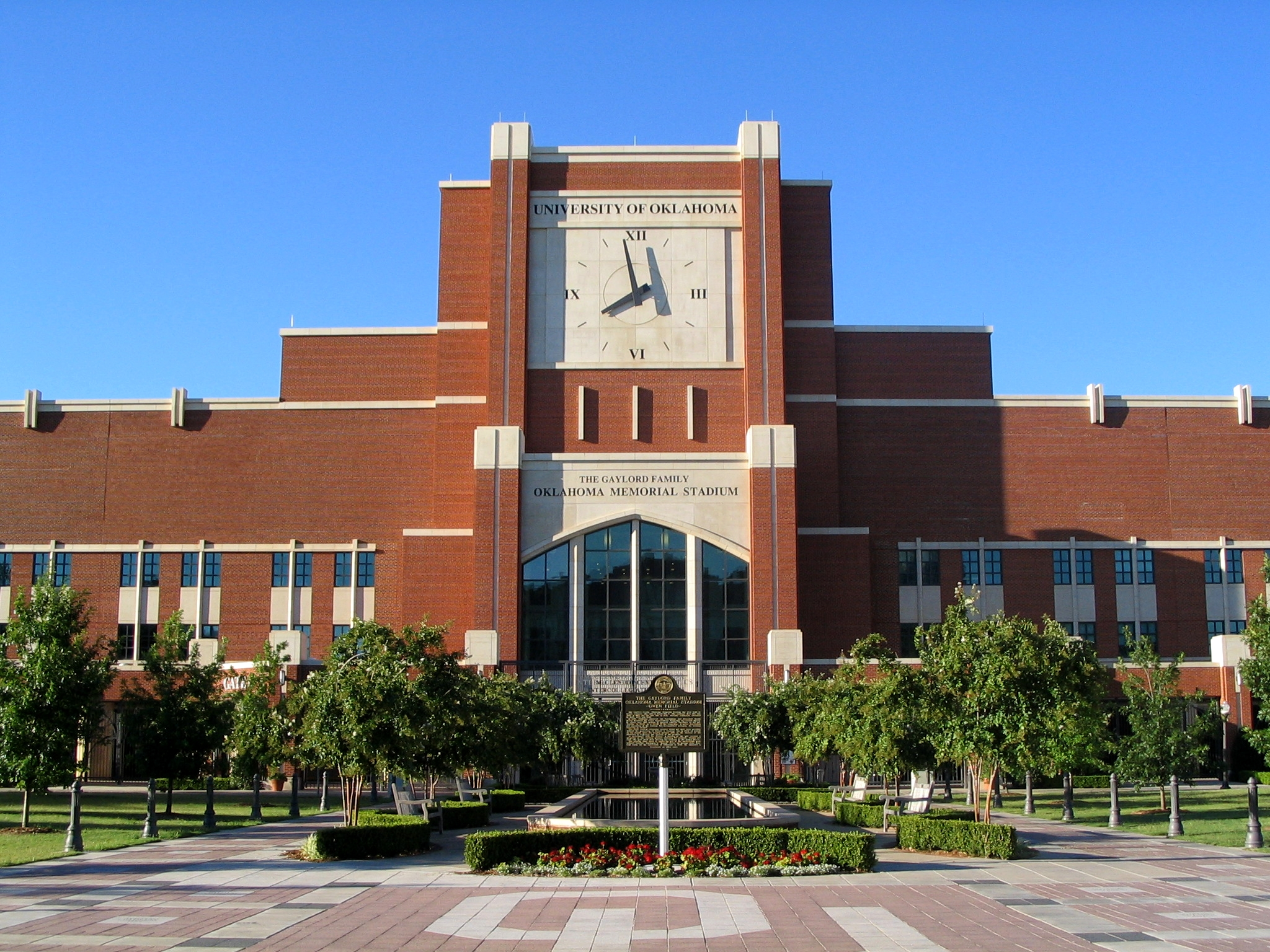
ゲイロード・ファミリー・オクラホマ・メモリアル・スタジアム

オクラホマ大学はスポーツの面でもノーマンの地域文化の中心となっている。オクラホマ大学のスポーツチーム、スーナーズはNCAAのディビジョンIに属するビッグ12カンファレンスに所属しており、男子9種目、女子10種目で競っている。特にフットボールチームは全米有数の強豪であり、これまでに7度の全米優勝に輝き、5人のハイズマン賞受賞者を輩出し、NFLにも多数の人材を送り込んできた。1953年から1957年にかけては、スーナーズは47連勝の記録を作った。この記録は現在でも破られていない。
ビッグ12カンファレンスは激戦区の1つであるが、特にテキサス大学ロングホーンズとは1900年からレッド・リバー・シュートアウトと呼ばれるライバル関係を築いている（名称はオクラホマ州とテキサス州の州境を流れるレッド川に由来する）。初期は他の試合と同じように隔年のホーム・アンド・アウェーで行われてきたが、1932年以降は毎年10月中旬に、中立フィールドとなるダラスのコットン・ボウルで行われている。1996年以降はこのカードが同一カンファレンス内の対戦となったため、オクラホマ・スーナーズ、テキサス・ロングホーンズのいずれにとっても重要度が増した。
スーナーズのフットボールチームはキャンパス内のゲイロード･ファミリー・オクラホマ・メモリアル・スタジアムを本拠にしている。このスタジアムは82,112人を収容する、全米の大学で14番目、ビッグ12カンファレンスでは3番目に大きいスタジアムである。

### イベント

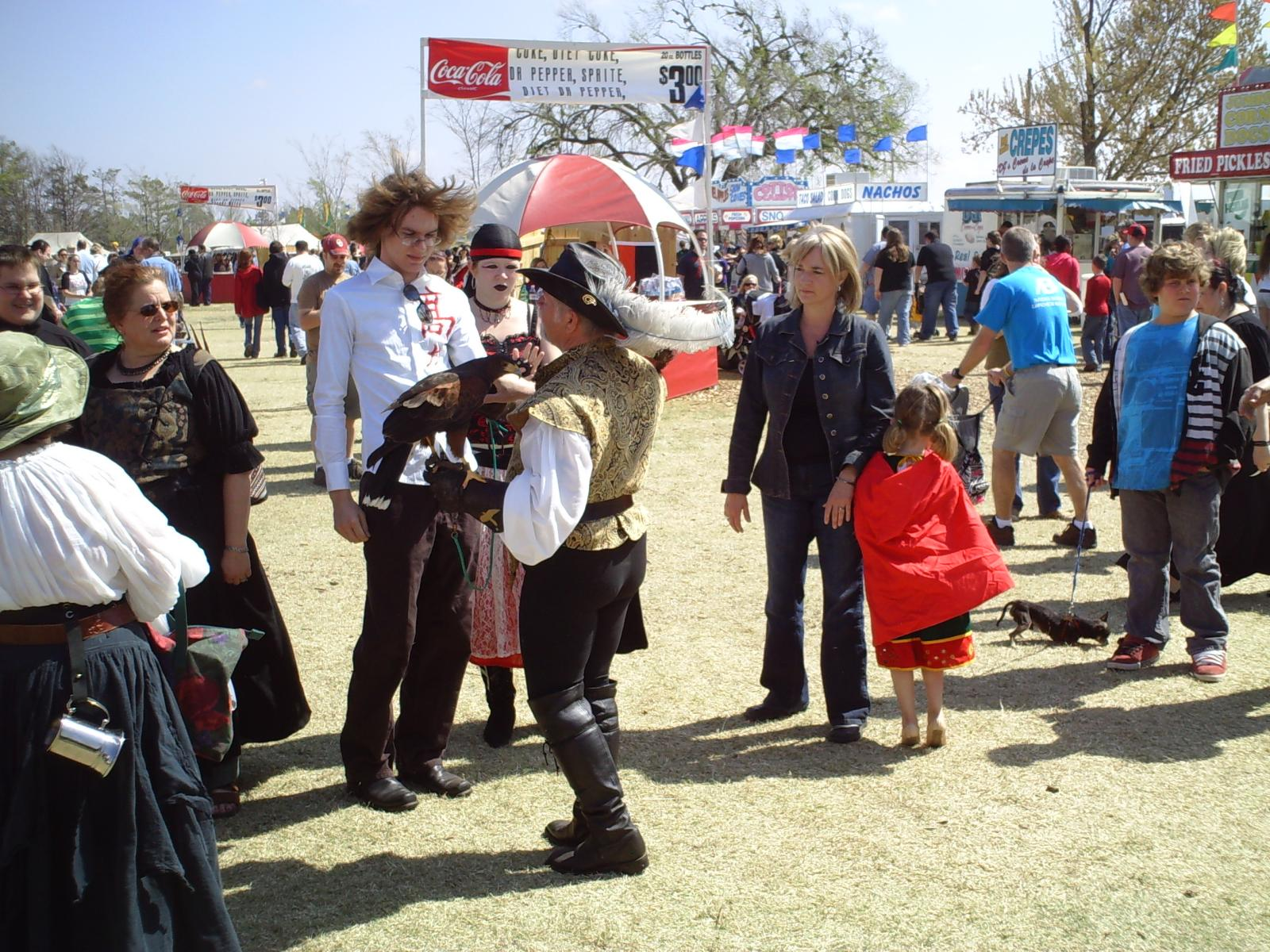
メディーバル・フェア

オクラホマ大学のキャンパスに隣接するノーマン最大の公園、リーブズ公園では、毎年3月末もしくは4月初めの週末の3日間、中世をテーマとした遊戯、芸術、文化の祭典であるメディーバル・フェアが行われる。1976年から開催されているこの祭りは、もともとはオクラホマ大学の英文学科がフォーラムとして行っていたものであった。
音楽祭や芸術祭もいくつか開催される。4月末の週末には市中心部で、様々な形態・スタイルの音楽の演奏が行われるノーマン音楽祭が開かれる。市中心部にあるアンドリュース公園では年2回、春と秋にアムネスティ・インターナショナルのオクラホマ大学支部主催で、人権に対する意識を高めることを目的としたグルーブフェストという音楽祭が行われる。また、5月初めの週末には同じくアンドリュース公園でメイ・フェアという芸術祭が開かれる。6月には、ライオンズ公園内のファイアーハウス芸術センターでミッドサマー・ナイツ・フェアという芸術祭が開かれる。6月に開かれるジャズ・イン・ジューンというイベントでは、ノーマン市内の各所でジャズの演奏が行われるほか、プロのジャズミュージシャンによるクリニックも行われる。5月から9月にかけてはサマー・ブリーズ・コンサート・シリーズと呼ばれる、一連のコンサートがノーマン市内の各所で開かれる。
また、市中心部では、マルディ・グラやクリスマスにはパレードが行われる。

## 人口推移
以下にノーマン市における1900年から2010年までの人口推移をグラフおよび表で示す。
| 統計年 | 人口      |
| ------ | --------- |
| 1900年 | 2,225人   |
| 1910年 | 3,724人   |
| 1920年 | 5,004人   |
| 1930年 | 9,603人   |
| 1940年 | 11,429人  |
| 1950年 | 27,006人  |
| 1960年 | 33,412人  |
| 1970年 | 52,117人  |
| 1980年 | 68,020人  |
| 1990年 | 80,071人  |
| 2000年 | 95,694人  |
| 2010年 | 110,925人 |

## 姉妹都市
ノーマンは以下4都市と姉妹都市提携を結んでいる。
- アレッツォ（イタリア）
- クレルモン＝フェラン（フランス）
- コリマ（メキシコ）
- 精華町（日本・京都府）

## 註
1. ↑  “Quickfacts.census.gov”. 2024年1月31日閲覧。
2. 1 2 3  Levy, David Y. The University of Oklahoma: A History. Vol.I. Norman, Oklahoma: University of Oklahoma Press. 2005年. ISBN 9780806137032.
3. ↑  Classen Blvd and E Lindsey St, Norman, OK. Yahoo!Map.
4. ↑  O'Dell, Larry, Norman. Encyclopedia of Oklahoma History.
5. ↑  Table 4: Annual Estimates of the Resident Population for Incorporated Places in Oklahoma, Listed Alphabetically: April 1, 2000 to July 1, 2008. U.S.Census Bureau. 2009年7月1日. （CSVファイル）
6. ↑  Historical Weather for Norman, Oklahoma, United States of America. Weatherbase.com.
7. ↑  City Government. City of Norman.
8. ↑  Employee Resources. Human Resources, University of Oklahoma.
保健センター（オクラホマシティ）・タルサキャンパスを含む。
9. ↑  Oklahoma's Weather Industry. Oklahoma Department of Commerce.
10. ↑  National Weather Museum in the Works in Oklahoma. USA Today. 2009年1月2日.
11. ↑  Home. Oklahoma Geological Survey.
12. ↑  A New Silicon Valley on the Oklahoma Prairie?. Huffington Post. 2008年10月6日.
13. ↑  SWeNT Opens Commercial-Scale Nanotube Manufacturing Plant. Nanotechnology Now. 2008年9月29日.
14. ↑  Company Background and Customers. Bergey Windpower.
15. ↑  Norman, OK. Amtrak. 2016年7月2日閲覧
16. ↑  Texas Eagle and Heartland Flyer. p2. Amtrak. 2016年3月14日. 2016年6月26日閲覧 （PDFファイル）
17. ↑  Route Map. Cleveland Area Rapid Transit.（PDFファイル）
18. ↑  Route 24. METRO Transit, Central Oklahoma Transportation and Parking Authority.
19. ↑  Best Colleges 2010: National Universities. p.5. U.S. News & World Report. 2009年.
2010年版（2009年発行）では102位であった。
20. ↑  Academic Interests. University of Oklahoma.
21. ↑  Home. Norman Public Schools.
22. ↑  Collections. Fred Jones Jr. Museum of Art, University of Oklahoma.
23. ↑  Weitzenhoffer Collection. Fred Jones Jr. Museum of Art.
24. ↑  Fleischaker Collection, Thams Collection. Fred Jones Jr. Museum of Art.
25. ↑  Vertebrate Paleontology. Sam Noble Oklahoma Museum of Natural History, University of Oklahoma.
26. ↑  Catlett Music Center. University of Oklahoma.
27. ↑  Oklahoma Football Quick Facts Archived 2007年8月20日, at the Wayback Machine.. University of Oklahoma.
28. ↑  それ以前はスーナーズは前身のビッグ8カンファレンス、ロングホーンズは解散したサウスウェスト・カンファレンスにそれぞれ所属していた。
29. ↑  Oklahoma Memorial Stadium Archived 2007年8月9日, at the Wayback Machine.. University of Oklahoma.
30. ↑  History of Medieval Fair. The Medieval Fair of Norman.
31. ↑  Home. Norman Music Festival.
32. ↑  About Groovefest. University of Oklahoma chapter, Amnesty International.
33. ↑  Knapp, Adam. Norman's May Fair Arts Festival. About.com.
34. ↑  Midsummer Nights' Fair. Firehouse Art Center.
35. ↑  Home. Jazz in June, Inc.
36. ↑  Summer Breeze Concert Series. The Performing Arts Studio.
37. ↑  15th annual Norman Mardi Gras Parade Saturday. The Norman Transcript. 2009年2月20日.
38. ↑  Deering Selected as Holiday Parade Marshal[リンク切れ]. The Norman Transcript. 2009年12月6日.